# Laurent Abergel
Laurent Abergel (Marseille, 1 februari 1993) is een Frans voetballer die bij voorkeur als rechtsback speelt. Hij stroomde in 2013 door vanuit de jeugd van Olympique Marseille.

## Clubcarrière
Abergel komt uit de jeugdacademie van Olympique Marseille. Op 25 juni 2013 zette hij zijn handtekening onder een driejarig profcontract. Op 5 januari 2014 debuteerde hij voor Olympique Marseille, in de Coupe de France tegen Stade Reims. Hij viel na 105 minuten in voor Kassim Abdallah. L'OM won de wedstrijd met 2-0 na twee doelpunten doelpunten van André-Pierre Gignac in de verlengingen.
1 Rulli ·
3 Merlin ·
5 Balerdi  ·
6 Garcia ·
7 Carboni ·
8 Maupay ·
9 Wahi ·
10 Greenwood ·
11 Harit ·
12 De Lange ·
13 Cornelius ·
14 Moumbagna ·
17 Rowe ·
18 Meïté ·
19 Kondogbia ·
20 Brassier ·
21 Rongier ·
22 Sternal ·
23 Højbjerg ·
24 Mughe ·
25 Rabiot ·
29 Lirola ·
34 Nadir ·
36 Blanco ·
37 Soglo ·
44 Henrique ·
48 Abdallah ·
51 Koné ·
62 Murillo ·
99 Mbemba ·
Coach: De Zerbi
· Assistent-coach: Abardonado